# Brendan Hansen

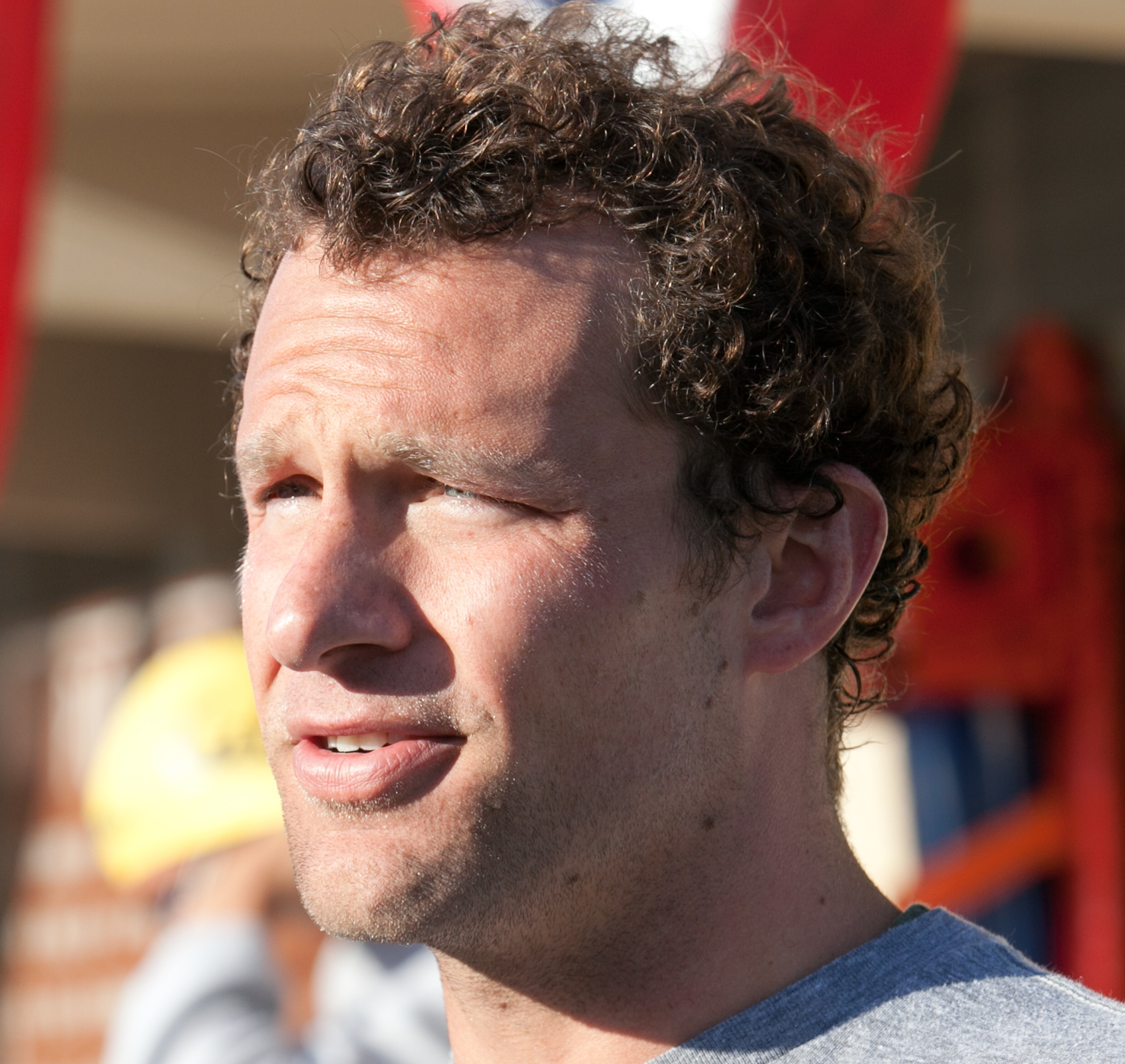

Brendan Joseph Hansen (Havertown, 15 de agosto de 1981) é um ex-nadador norte-americano, vencedor de duas medalhas de ouro em Jogos Olímpicos, considerado um dos melhores nadadores de peito da atualidade.
Hansen cresceu em Havertown, um subúrbio a cerca de 10 minutos da Filadélfia e estudou na Haverford Senior High School. Nadou para vários clubes, incluindo o Karakung Swim Club. Sua especialidade é o nado peito. Hansen é bem conhecido pelo seu estilo único de peito, que incorpora um chute que é muito mais estreito do que os de outros nadadores, incluindo o seu maior rival, Kosuke Kitajima do Japão, que levou ouro em ambos os 100m e 200 metros peito nos Jogos Olímpicos de Atenas em 2004.
No Campeonato Mundial de 2005, ganhou a medalha de ouro nos mesmos três eventos que ele participou em 2004 nas Olimpíadas.
No Campeonato Americano de 2006, bateu seus recordes mundiais nos 100 m e 200 m peito com 59s13 e 2m08s74, respectivamente.
Em 2006, no Campeonato Pan-Pacífico de Natação, realizado em Victoria, Canadá, Hansen novamente baixou seu recorde mundial dos 200m com 2m08s50.
Hansen foi o recordista mundial dos 100 m peito e dos 200 m peito entre 2004 e 2008, até Kosuke Kitajima quebrar os seus recordes.
Chegou apenas em quarto lugar nos 100 m peito durante as Olimpíadas de Pequim em 2008.